# Ángela Icaza
Ángela Icaza e Iturbe (Ciudad de México, 9 de septiembre de 1819 - id., c. 1900) fue una pintora mexicana. Es la autora del Retrato de enajenada, que se encuentra en la colección de la Universidad de Guanajuato.

## Biografía
Nacida Ángela María de la Concepción Juana Nepomucena Gregoria Luisa Gonzaga Ignacia Francisca de Paula Icaza e Iturbe el 9 de septiembre de 1819 en Ciudad de México durante la Independencia de México. Fue la cuarta de los quince hijos de José María Icaza y Jiménez del Arenal (1794-1859) y María Josefa Iturbe e Iraeta (1791-1847), una rica familia novohispana de ascendencia vasco-española. Era tía en segundo grado del escritor mexicano Francisco A. de Icaza, padre de la escritora española Carmen de Icaza. Aparte de sus antecedentes familiares y recién descubierto talento para la pintura se sabe muy poco de su vida.
Fue una de las pocas mujeres que logró acceder a la Academia de San Carlos escuela inaugurada en 1781, y que fue casi exclusiva de varones hasta 1886. Su Retrato de enajenada fue atribuido durante años al reconocido pintor Juan Cordero.